# Valentina Brâncoveanu
Valentina Brâncoveanu (n. 24 octombrie 1950, Chișinău) este o pictoriță din Republica Moldova. A absolvit Liceul de fete "Principesa Natalia Dadiani", iar în 1971 Școala de arte plastice "Ivan Repin" din Chișinău. Din 1985 este membru al Uniunii Artiștilor Plastici din Republica Moldova.